# Olsenia mira
Olsenia mira és una espècie extinta de mamífer mesonic de la família dels mesoníquids que visqué a Àsia durant l'Eocè mitjà, fa entre 37,2 i 48,6 milions d'anys. Se n'han trobat restes fòssils al Kirguizstan i la Xina. És l'única espècie descrita del gènere Olsenia, que també conté una espècie pendent de descriure. El seu historial taxonòmic ha estat tumultuós: ha estat descrit successivament com un mesoníquid, com un calicotèrid, com un nomen dubium, com un possible mesoníquid, com un membre de la seva pròpia família, els olsènids (Olseniidae), i avui en dia de nou com un mesoníquid.